# Buddleja alternifolia
Espèce
Classification APG III (2009)
Buddleja alternifolia est un grand arbuste originaire de Chine de la famille des Scrophulariaceae. Il possède des tiges frêles et un port retombant, et il est parfois grimpant.